# Canal de Britz

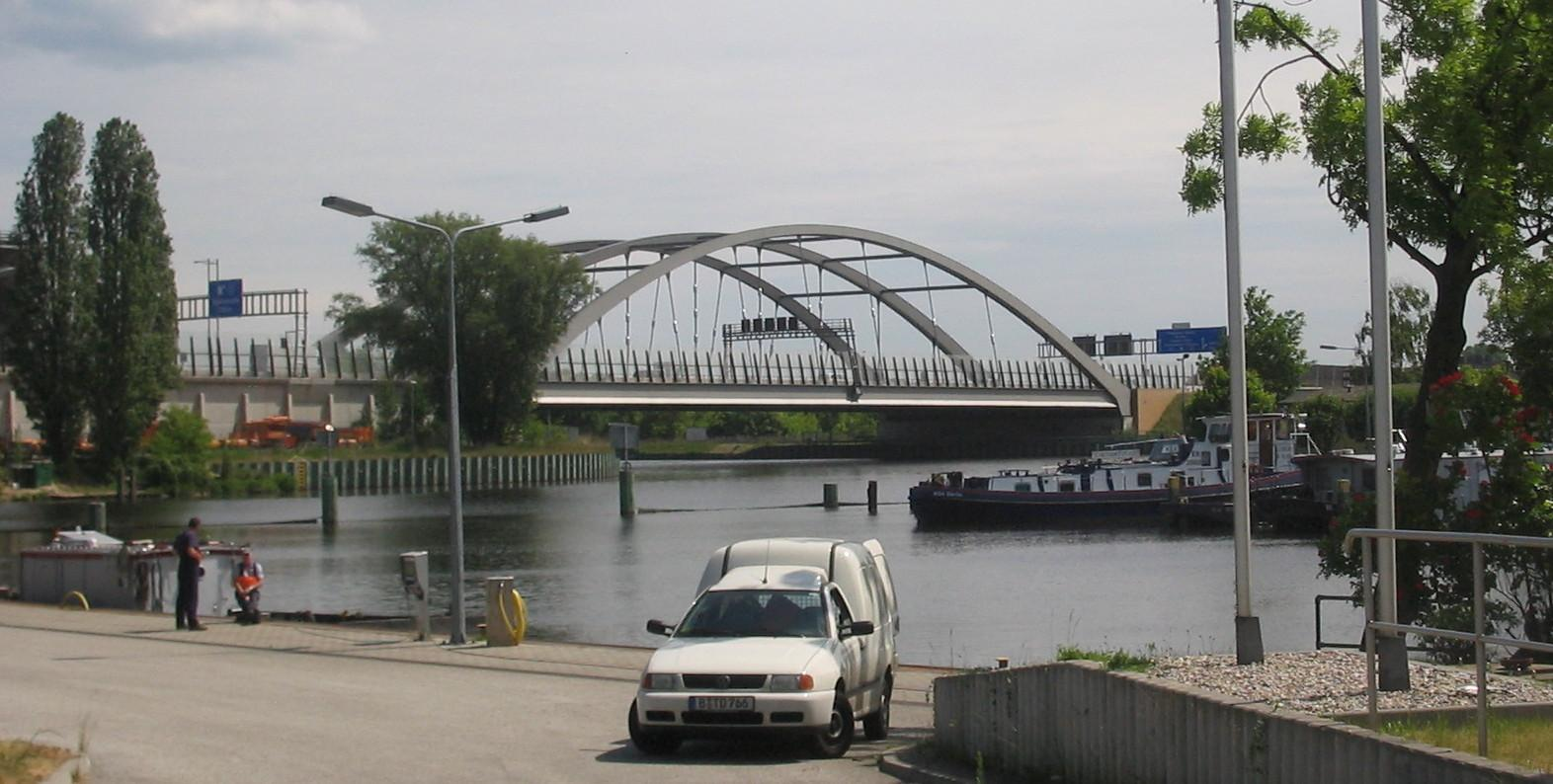
Pont autoroutier sur le canal de Britz.

Le canal de Britz, (en allemand : Britzer Verbindungskanal) ou canal de liaison du Britzer, est une voie d'eau artificielle qui relie le canal de Teltow au canal navigable de Neukölln dans la région de Berlin.
Le canal de Britz fut creusé entre 1900 et 1906. Il mesure 4,4 kilomètres de long. Il est une voie de dérivation du canal de Teltow, qui permet de relier la rivière Spree plus au nord.

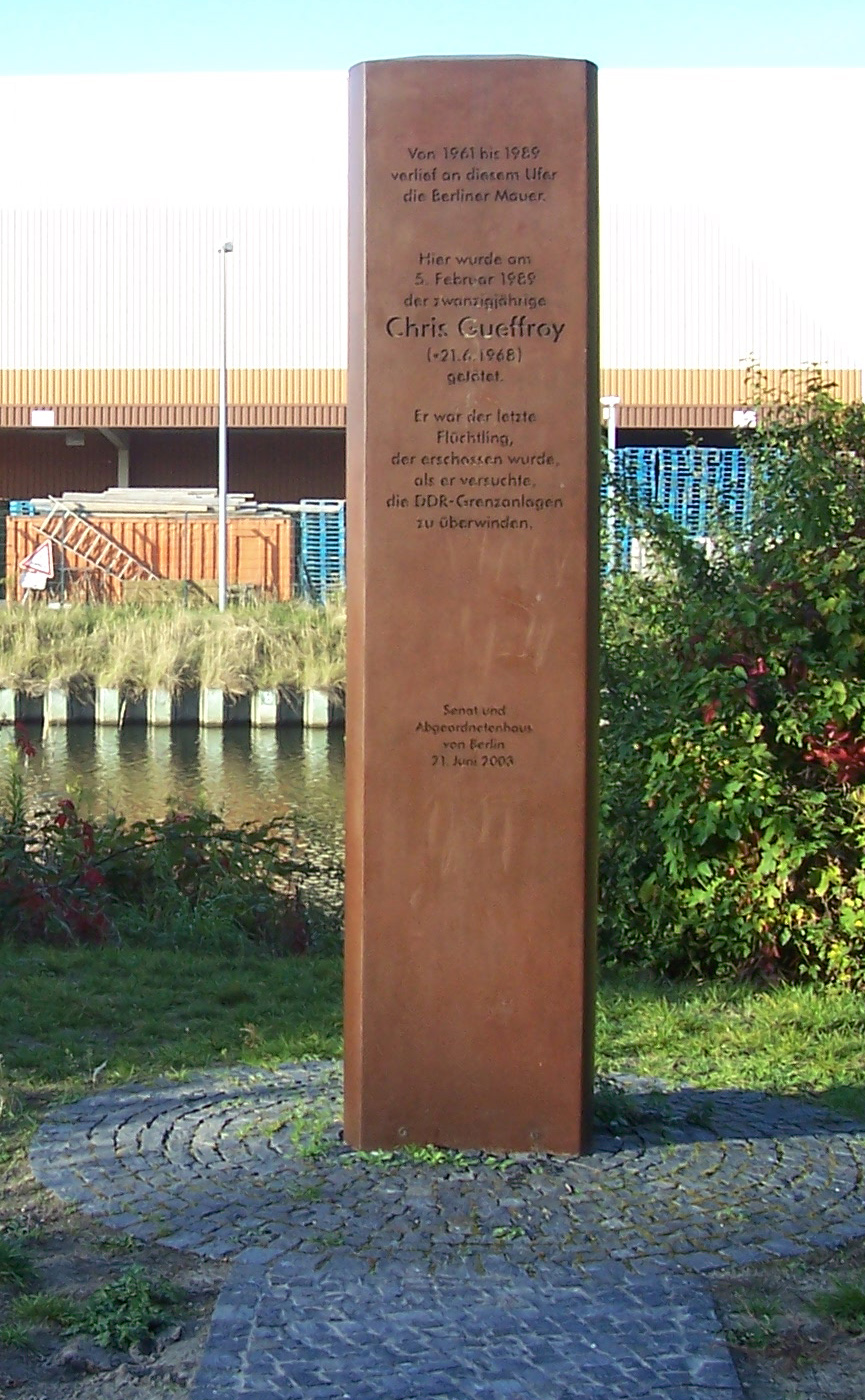
Stèle en souvenir de Chris Gueffroy tué près du canal de Britz.

Le canal de Britz était une frontière physique entre les anciennes Allemagne de l'Ouest et Allemagne de l'Est au niveau de Berlin-Ouest et Berlin-Est.
Le 6 février 1989, Chris Gueffroy, un allemand de l'Est, tenta de passer à l'Ouest, mais il fut abattu par la Volkspolizei. Une stèle témoigne aujourd'hui de sa mort. Il fut l'une des dernières victimes du régime de l'Est avant la chute du mur de Berlin.